# Petit-Réderching
Petit-Réderching – miejscowość i gmina we Francji, w regionie Grand Est, w departamencie Mozela.
Według danych na rok 1990 gminę zamieszkiwało 1 525 osób, a gęstość zaludnienia wynosiła 139 osób/km² (wśród 2335 gmin Lotaryngii Petit-Réderching plasuje się na 267. miejscu pod względem liczby ludności, natomiast pod względem powierzchni na miejscu 536.).